# ACME
ACME Corporation é um nome para a corporação fictícia que aparece em vários curtas de desenhos animados da Warner Bros., onde foi usada como uma piada devido à sua ampla variedade de produtos perigosos, não confiáveis ou absurdos.

## Origem
O nome Acme vem do grego (ἀκμή, transliteração inglesa: akmē), que significa cume, ponto mais alto, extremidade ou pico. Foi falsamente caracterizado como um acrônimo para "A Company Making Everything", "American Companies Make Everything" ou "American Company that Manufactures Everything." Durante a década de 1920, a palavra era comumente usada em nomes de empresas para ser listada no início de listas telefônicas alfabetizadas como as Páginas Amarelas, e implicava ser a melhor. É usado em um sentido irônico em desenhos animados, porque os produtos geralmente são propensos a falhas ou explosões.
O nome Acme começou a ser retratado no cinema a partir da era do cinema mudo, como em Neighbors, de 1920, com Buster Keaton e Grandma's Boy, de 1922, com Harold Lloyd, continuando com séries de TV, como nos primeiros episódios de I Love Lucy e The Andy Griffith Show, histórias em quadrinhos e desenhos animados, especialmente os feitos pela Warner Bros., e comerciais. Ele apareceu brevemente nos episódios Cured Duck, lançado em 1945 e Three for Breakfast, lançado em 1948, do Pato Donald de Walt Disney. Ele também aparece como a empresa de mineração ACME de propriedade do vilão Rod Lacy no Western The Duel at Silver Creek de 1952 e no curta Violent Is the Word for Curly, de 1938, onde Os Três Patetas aparecem como atendentes de posto de gasolina em uma estação de serviço Acme. Também foi usado no The Pink Panther Show, onde o nome Acme foi usado em vários episódios da primeira temporada do programa em 1969, um deles sendo "Pink Pest Control".
O animador Chuck Jones, da Warner Brothers, descreveu o motivo pelo qual 'Acme' foi usado em desenhos animados na época:
Como tínhamos que buscar nosso próprio entretenimento, criamos nossos próprios contos de fadas. Se você queria um arco e flecha, você tem uma vara. Se você queria reger uma orquestra, você tem uma baqueta. Se você queria um duelo, você usava um bastão. Você não podia ir e comprar um; foi daí que surgiram os termos Acme. Sempre que jogávamos um jogo em que tínhamos uma mercearia ou algo assim, chamávamos de corporação ACME. Por quê? Porque nas páginas amarelas se você procurasse, digamos, em drogarias, você descobriria que a primeira seria a Acme Drugs. Por quê? Porque "AC" era o mais alto possível; significa o melhor; o superlativo.

## Apitos e semáforos

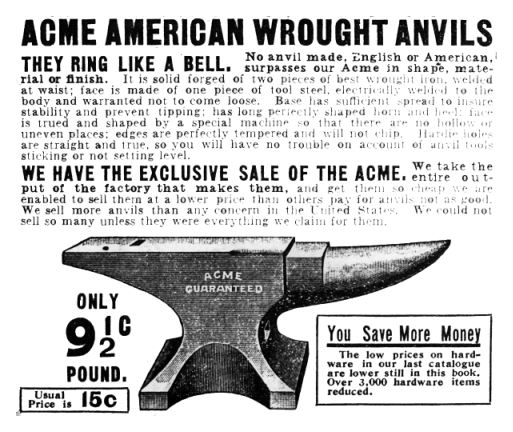
Um anúncio real para bigornas ACME

Um apito chamado 'Acme City', feito a partir de meados da década de 1870 por J Hudson & Co, seguido pelo "Acme Thunderer" e "Acme siren" em 1895, foram as primeiras marcas com os nomes com a palavra 'Acme' . Na época, a Acme Traffic Signal Company produzia os semáforos em Los Angeles, a cidade onde a Warner Bros. estava fazendo seus desenhos animados. Em vez do semáforo âmbar/amarelo de hoje, os sinos tocavam quando as pequenas luzes vermelhas e verdes com as partes do semáforo "Stop" e "Go" mudavam — um processo que levava cinco segundos.

## Música
- A música de Bell X1 "One Stringed Harp" includes the lyric "Like Wile E. Coyote/As if the fall wasn't enough/Those bastards from Acme/They got more nasty stuff".
- A banda brasileira de thrash metal Chakal tem uma música intitulada "Acme Dead End Road" de seu álbum de 1990, The Man Is His Own Jackal. A música começa com o som característico do Road Runner, "beep, beep".[8]

## Humor jurídico
- Joey Green escreveu "Cliff-hanger Justice", um relato fictício de um processo de responsabilidade do produto por Wile E. Coyote contra a Acme, que apareceu em três partes nas edições de agosto, setembro e outubro de 1982 da revista National Lampoon.[9]
- Ian Frazier escreveu uma queixa legal fictícia "Coyote v. Acme", que foi publicada no The New Yorker[10] e mais tarde se tornou o título de uma coleção de ficção curta.[11] Também serve de inspiração para o próximo filme Coyote vs. Acme, que será lançado em 2023.[12]
- A Acme Corp. aparece frequentemente nas perguntas do LSAT.

## Outros
- A Comprehensive Perl Archive Network fornece um espaço de nomes "Acme::" que contém muitos módulos bem-humorados, inúteis e abstratos para a linguagem de programação Perl. Foi nomeado "em homenagem ao maior de todos os criadores de sistemas absurdos: Wile E. Coyote."[13]
- A Acme Communications era uma antiga empresa de transmissão dos EUA estabelecida pelo ex-executivo da Fox Broadcasting Company, Jamie Kellner. As estações eram afiliadas à rede de televisão aberta da Warner Bros, The WB, da qual ele também era um executivo fundador, e o nome Acme era uma referência ao desenho animado.[14][15]
- ACME Night é um bloco do Cartoon Network.